# 克茲區

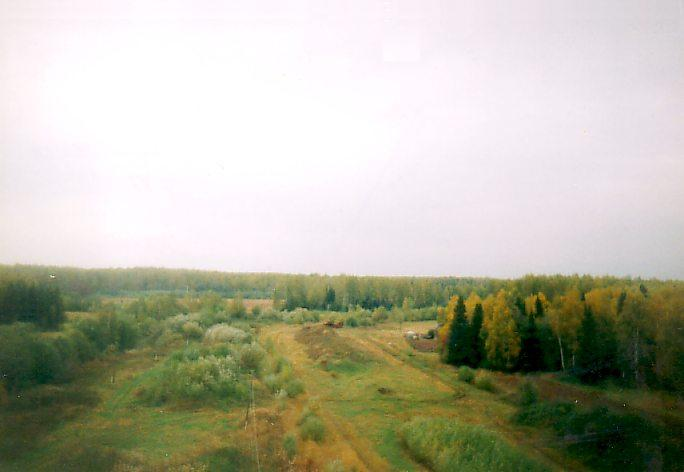

58°04′26″N 53°09′40″E / 58.074°N 53.161°E
克茲區（俄语：Кезский район），是俄羅斯的一個區，位於該國西南部，由烏德穆爾特共和國負責管轄，面積2,321平方公里，2010年人口22,911，人口密度每平方公里9.87人。